# Antonio Pascual Galmés
Antonio Pascual Galmés   (Petra, 20 de setembre de 1917 - Palma, 2 d'abril de 2005) va ser un militar mallorquí.

## Biografia
Fill d'un militar originari de Búger, va ingressar a l'Acadèmia d'Infanteria de Toledo el 20 de gener de 1936, i en començar la guerra civil espanyola es va unir al bàndol revoltat amb la graduació d'alferes provisional. En acabar la guerra continuà la carrera militar, ingressant en 1940 a l'Acadèmia General Militar, i el 1941 fou destinat com a capità al Grup de Forces Regulars Arcila n.9
El 1945 va ascendir a comandant al Grup de Forces Regulars "Llano Amarillo" n. 7. En 1967 va ascendir a coronel i nomenat governador militar d'Albacete. Entre 1968 i 1973 a ser coronel-cap del Terç de la Legió Espanyola “Gran Capitán", 1a de la Legió.
En 1973 va ser ascendit a general de brigada, assumint la segona prefectura de la Comandància General de Melilla, segon cap del Sector del Sàhara Espanyol, segon subinspector de Tropes de Canàries i governador militar de Santa Cruz de Tenerife. El 27 de febrer de 1977 va ser nomenat governador militar de Barcelona i el febrer de 1978 va substituir Jaime Milans del Bosch y Ussía com a cap de la Divisió Cuirassada Brunete.
El 18 de maig de 1979, junt amb altres generals, fou ascendit a tinent general de forma poc ortodoxa per Manuel Gutiérrez Mellado i va ser nomenat capità general de la VI Regió Militar (Burgos), que deixà en 1980 quan fou nomenat cap de la IV Regió Militar (Barcelona). Durant el seu mandat a Catalunya es va produir el cop d'estat del 23 de febrer de 1981, i malgrat la seva amistat amb el general Alfonso Armada Comyn, es va posar de part del comandament reglamentari.
El febrer de 1981 va substituir al tinent general Milans del Bosch al capdavant de la III Regió Militar, però el desembre de 1981 fou nomenat capità general de les Illes Balears. En març de 1983 deixà el càrrec i passà a la reserva.